# Dasiops phaeolepis
Dasiops phaeolepis är en tvåvingeart som först beskrevs av Mario Bezzi 1920.  Dasiops phaeolepis ingår i släktet Dasiops och familjen stjärtflugor. Inga underarter finns listade i Catalogue of Life.